# 1947年の日本公開映画
- 映画 > 映画の一覧 > 年度別日本公開映画 > 1947年の日本公開映画
- 映画 > 1947年の映画 > 1947年の日本公開映画

1947年の日本公開映画（1947ねんのにほんこうかいえいが）では、1947年（昭和22年）1月1日から同年12月31日までに日本で商業公開された映画の一覧を記載。作品名の右の丸括弧内は製作国を示す。
記載の凡例については年度別日本公開映画#凡例を参照

## 作品一覧

### 1月
- 14日
  - 愛のアルバム（アメリカ）
  - 小麦は緑（アメリカ）
- 28日
  - 地獄の顔（日本）

### 2月
- 11日
  - 断崖（アメリカ） - キネマ旬報ベストテン外国映画1位
  - 象を喰った連中（日本）
- 18日
  - 征服（アメリカ）
- 25日
  - 夜霧の港（アメリカ）

### 3月
- 5日
  - クリスマスの休暇（アメリカ）
- 11日
  - 永遠の処女（アメリカ） - キネマ旬報ベストテン外国映画9位
  - 四つの恋の物語（日本） - キネマ旬報ベストテン8位
- 18日
  - 轟先生（日本）
- 25日
  - アメリカ交響楽（アメリカ）
  - 嵐の青春（アメリカ）

### 4月
- 8日
  - 今ひとたびの（日本） - キネマ旬報ベストテン3位

### 5月
- 6日
  - 壮士劇場（日本）
- 13日
  - 花咲く家族（日本） - キネマ旬報ベストテン9位
  - 百万人の音楽（アメリカ） - キネマ旬報ベストテン外国映画5位
- 20日
  - 長屋紳士録（日本） - キネマ旬報ベストテン4位
- 27日
  - 鉄拳の街（日本）
  - 晴れて今宵は（アメリカ）
  - 四人の息子（アメリカ）

### 6月
- 3日
  - ガス燈（アメリカ） - キネマ旬報ベストテン外国映画9位
- 10日
  - 我等の町（アメリカ）
- 17日
  - 再会（アメリカ）
- 18日
  - スイング・ホテル（アメリカ）
- 24日
  - いちごブロンド（アメリカ）
- 25日
  - 素晴らしき日曜日（日本） - キネマ旬報ベストテン6位
  - ブルックリン横丁（アメリカ） - キネマ旬報ベストテン外国映画7位

### 7月
- 1日
  - 世界の母（アメリカ）
- 8日
  - ローラ殺人事件（アメリカ）
- 15日
  - 美人劇場（アメリカ）
  - 恋愛手帖（アメリカ）
- 22日
  - 戦争と平和（日本） - キネマ旬報ベストテン2位
- 29日
  - 心の旅路（アメリカ） - キネマ旬報ベストテン外国映画3位
  - 鉄腕ジム（アメリカ）

### 8月
- 5日
  - 銀嶺の果て（日本） - キネマ旬報ベストテン7位
- 12日
  - 誰か夢なき　前篇（日本）
- 町の人気者（アメリカ） - キネマ旬報ベストテン外国映画4位
  - 桃色の店（アメリカ）
- 16日
  - 女優須磨子の恋（日本）
- 19日
  - 誰か夢なき　後篇（日本）
- 26日
  - 不思議な少年（アメリカ）
- 30日
  - 荒野の決闘（アメリカ） - キネマ旬報ベストテン外国映画2位

### 9月
- 2日
  - 影なき殺人（アメリカ） - キネマ旬報ベストテン外国映画8位
  - 西部を駆ける恋（アメリカ）[1]
- 27日
  - 安城家の舞踏会（日本） - キネマ旬報ベストテン1位
- 30日
  - 青空に踊る（アメリカ）
  - 育ちゆく年（アメリカ）
  - 焔の女（アメリカ）
  - モスコウの音楽娘（ソ連）

### 10月
- 7日
  - ジェーン・エア（アメリカ）
- 14日
  - オペレッタの王様（アメリカ）
  - 湖中の女（アメリカ）
- 30日
  - 幸福への招待（日本）

### 11月
- 4日
  - 石の花（ソ連） - キネマ旬報ベストテン外国映画9位
- 11日
  - 海を渡る唄（アメリカ）
  - 脱出（アメリカ）
- 15日
  - 月の出の決闘（日本）[2][3]
- 18日
  - 凡てこの世も天国も（アメリカ）
- 25日
  - ブーム・タウン（アメリカ）

### 12月
- 2日
  - 第七のヴェール（ イギリス） - キネマ旬報ベストテン外国映画6位
- 9日
  - 三本指の男（ 日本）
  - 女優（ 日本） - キネマ旬報ベストテン5位
- 11日
  - マーガレットの旅（ アメリカ合衆国）
- 16日
  - いつの日か花咲かん（日本）
- 23日
  - 妖婦（ イギリス）
- 30日
  - 失われた週末（ アメリカ合衆国） - 1948年度キネマ旬報ベストテン外国映画8位
  - 凸凹宝島騒動（ アメリカ合衆国）
  - モロッコへの道（ アメリカ合衆国）